# 萨勒诺沃
萨勒诺沃（法語：Sallenôves，法語發音：[salnov]）是法国上萨瓦省的一个市镇，位于该省西部，属于阿讷西区。

## 地理
萨勒诺沃（46°0'20"N, 5°59'56"E）面积3.64 平方千米，位于法国奥弗涅-罗讷-阿尔卑斯大区上萨瓦省，该省份为法国东部省份，历史上为薩伏依的一部分，北与瑞士接壤，西接安省，南至萨瓦省，东与瑞士和意大利接壤。
与萨勒诺沃接壤的市镇（或旧市镇、城区）包括：希伊、舒瓦西、孔塔米讷萨尔赞、梅西尼。
萨勒诺沃的时区为UTC+01:00、UTC+02:00（夏令时）。

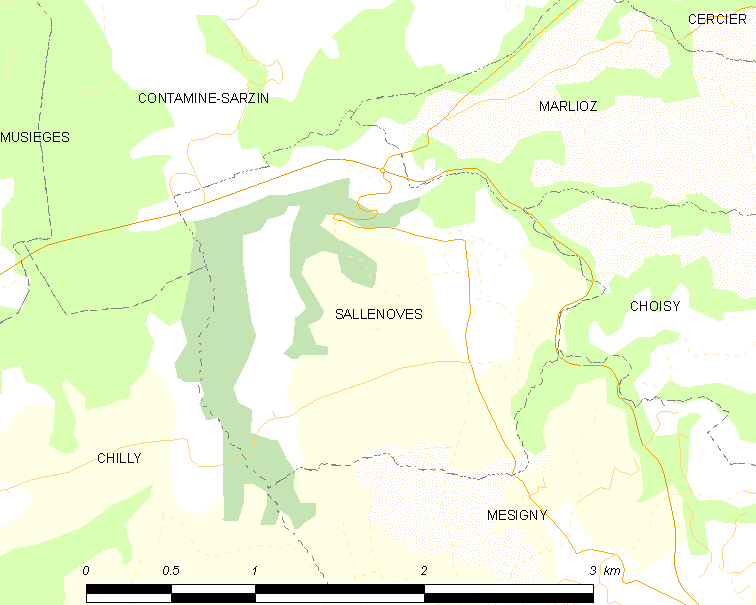
萨勒诺沃的OSM定位图

## 行政
萨勒诺沃的邮政编码为74270，INSEE市镇编码为74257。

## 政治
萨勒诺沃所属的省级选区为阿讷西第一县。

## 交通
上萨瓦省省道D7线经过萨勒诺沃境内。

## 人口

1962-2008年间萨勒诺沃人口变化图示

萨勒诺沃于2022年1月1日时的人口数量为847人。